# Биљана Максић
Биљана Максић (Ваљево, 11. јануар 1961) српски је драматург и сценариста.

## Биографија
Рођена је 11. јануара 1961. у Ваљеву. Дипломирала је 1984. године драматургију на Факултету драмских уметности у Београду. Реализовала је преко 300 сценарија за емисије Школског програма ТВ Београд.
Била је сарадник на сценарију филмова Уна и Повратак лопова, драматург и један од сарадника ТВ серије Поповање и филма Лепа села лепо горе. Написала адаптацију за позоришну представу Лолита и била косценариста филмова Апсолутних сто и Мала ноћна музика. Драматург ТВ серије Црни Груја  и сценариста ТВ серије Жене са Дедиња.
Објављивала критике у часописима Џубокс, Интервју, Књижевна реч, Политикин свет и приповетку 365 заборава у часопису Књижевност.
Један од аутора у књизи Поп Ћира и поп Спира (Институт за филм, 2001. Београд)
Од 1994. до 2001. била уредник у Играном програму РТС. Од 2001. до 2003. одговорни уредник Редакције серијског и играног програма у оквиру Забавног програма РТС. Од 2003. до 2008. уредник и директор продукције у продуцентској кући Компани. Од 2008. до 2010. сценариста у продуцентској кући Емоушн.

## Награде и признања
- 1993. и 1995. - Награда за најбољи сценарио рађен према књижевном делу на Фестивалу сценарија у Врњачкој Бањи за ТВ филмове Брод плови за Шангај и Вечита славина,
- 2002. - Награда за најбољи сценарио на Фестивалу сценарија у Врњачкој Бањи за филм Апсолутних сто
- 2003. - Прва награда на Фестивалу сценарија у Врњачкој Бањи за сценарио филма Мала ноћна музика

## Филмови
- 2002. Мала ноћна музика, режија Дејан Зечевић
- 1999.	Апсолутних сто, режија Срдан Голубовић
- 1998.	Повратак лопова, режија Мирослав Лекић
- 1996. Лепа села лепо горе (драматург), режија Срђан Драгојевић
- 1989.	Како је пропао рокенрол (трећа прича), режија Горан Гајић

## ТВ филмови
- 2016. Књижевност у Великом рату,
- 2016. Музика у Великом рату,
- 2001. Близанци,
- 1994.	Вечита славина, режија Мирјана Вукомановић
- 1991. Брод плови за Шангај, режија Милош Радовић[1]
- 1987. Видим ти лађу на крају пута, режија Милош Радовић
- 1984. Кревет

## ТВ серије
- 2013—2014. Синђелићи
- 2009. Жене са Дедиња (адаптирала сценарио), режија Душан Лазаревић[2]
- 2004. Црни Груја (драматург), режија Милорад Милинковић
- 1998. Канал Мимо
- 1994. Корак до сна, режија Влада Алексић
- 1990-92. Поповање (драматург), режија Милутин Петровић
- 1987. Децо, певајте са нама
- 1986. Вуков ћошак, режија Милош Радовић
- 1985. 16 пута Бојан, режија Зоран и Светлана Поповић